# Monoplex cercadicus
Monoplex cercadicus is een uitgestorven slakkensoort uit de familie van de Cymatiidae. De wetenschappelijke naam van de soort werd voor het eerst geldig gepubliceerd in 1917 door Maury als Simpulum antillarum var. cercadicum.